# Železniční trať Čchongdžin – Račin
Železniční trať Čchongdžin – Račin (korejsky 함북선 – Hambuk sŏn, trať Hambuk) je 325 kilometrů dlouhá železniční trať v Severní Koreji vedoucí z Čchongdžinu v provincii Severní Hamgjong do Račinu v přímo spravovaném městě Rasonu. V obou koncových stanicích se napojuje na železniční trať Pchjongjang – Rason, která je spojuje nejkratší trasou víceméně po pobřeží Japonského moře, zatímco trať z Čchongdžinu do Račinu vede nejprve na sever na nádraží Namjang u čínsko-severokorejské hranice, odkud se odpojuje trať vedoucí přes Tuman do Čínské lidové republiky, pak vede na jihovýchod podél Tumanu po korejském břehu hranice do Hongŭi nedaleko korejsko-ruské hranice, odkud vede železniční trať Hongŭi – Tumangang na železniční hraniční přechod s Ruskou federací, a poté přichází do Račinu z druhé strany, od severovýchodu.